# Голови Полтавської обласної державної адміністрації
Голова Полтавської обласної державної адміністрації призначається указом Президента України.
Відповідно до статті 118 Конституції України виконавчу владу в областях і районах, містах Києві та Севастополі здійснюють місцеві державні адміністрації. Згідно з частиною другою статті 1 Закону України «Про місцеві державні адміністрації» місцева державна адміністрація є місцевим органом виконавчої влади і входить до системи органів виконавчої влади. Полтавська обласна державна адміністрація в межах своїх повноважень здійснює виконавчу владу на території Полтавської області, а також реалізує повноваження, делеговані їй Полтавською обласною радою.
За весь час існування України головами Полтавської обласної державної адміністрації були 12 осіб. Нині головою є Синєгубов Олег Васильович, якого було призначено 11 листопада 2019.
Першим головою облдержадміністрації був Микола Залудяк. З 31 березня 1992 по 2 вересня 1994 він був як Представник Президента України у Полтавській області.
| №  | Голова | Голова                             | Термін повноважень                                           | Роки життя                       | Президент                                                  | Примітки                                                |
| -- | ------ | ---------------------------------- | ------------------------------------------------------------ | -------------------------------- | ---------------------------------------------------------- | ------------------------------------------------------- |
| 1  |        | Залудяк Микола Іванович            | 31 березня 1992 — 2 вересня 1994                             | 2 квітня 1941 — 30 грудня 2010   | Леонід Кравчук (1991-1994)                                 | як Представник Президента України у Полтавській області |
| 2  |        | Залудяк Микола Іванович            | 7 липня 1995 — 6 вересня 1996 6 вересня 1996 — 3 червня 1998 | 2 квітня 1941 — 30 грудня 2010   | Леонід Кравчук (1991-1994) Леонід Кучма (1994-2005)        |                                                         |
| 3  |        | Колесніков Олександр Олександрович | 3 червня 1998 — 2 листопада 1999                             | нар. 30 серпня 1949              | Леонід Кучма (1994-2005)                                   |                                                         |
| 4  |        | Кукоба Анатолій Тихонович          | 2 листопада 1999 — 14 березня 2000                           | 8 листопада 1948 — 17 січня 2011 | Леонід Кучма (1994-2005)                                   |                                                         |
| 5  |        | Томін Євген Фролович               | 14 березня 2000 — липень 2003                                | нар. 2 березня 1950              | Леонід Кучма (1994-2005)                                   |                                                         |
| 6  |        | Удовіченко Олександр Васильович    | липень 2003 — 2005                                           | нар. 18 серпня 1957              | Леонід Кучма (1994-2005)                                   |                                                         |
| 7  |        | Бульба Степан Степанович           | 4 лютого 2005 — 26 травня 2006                               | нар. 19 липня 1950               | Віктор Ющенко (2005-2010)                                  |                                                         |
| 8  |        | Асадчев Валерій Михайлович         | 26 травня 2006 — 26 березня 2010                             | нар. 14 липня 1953               | Віктор Ющенко (2005-2010)                                  |                                                         |
| 9  |        | Удовіченко Олександр Васильович    | 26 березня 2010 — 22 лютого 2014                             | нар. 18 серпня 1957              | Віктор Янукович (2010-2014)                                |                                                         |
| 10 |        | Бугайчук Віктор Михайлович         | 2 березня 2014 — 12 листопада 2014                           | нар. 19 листопада 1957           | в.о. Олександр Турчинов (2014) Петро Порошенко (2014-2019) |                                                         |
| 11 |        | Головко Валерій Анатолійович       | 30 грудня 2014 — 15 березня 2019                             | нар. 14 грудня 1965              | Петро Порошенко (2014-2019)                                |                                                         |
| 11 |        | Товстий Роман Іванович             | 15 березня 2019 — 11 червня 2019                             | нар. 18 червня 1979              | Петро Порошенко (2014-2019)                                |                                                         |
| 11 |        | Пругло Олег Євгенович              | 14 червня 2019 — 11 листопада 2019                           | нар. 15 квітня 1964              | Володимир Зеленський (2019-нині)                           |                                                         |
| 12 |        | Синєгубов Олег Васильович          | 11 листопада 2019 — нині                                     | нар. 10 серпня 1983              | Володимир Зеленський (2019-нині)                           |                                                         |